# Посохи
Посохи — деревня в Зуевском районе Кировской области.

## География
Находится на правобережье реки Чепца на расстоянии примерно 8 километров по прямой на север от районного центра города Зуевка.

## История
Упоминается с 1873 года, когда здесь (на тот момент Ярголасовская) было учтено дворов 11 и жителей 93, в 1905 было 21 и 167, в 1926 34 и 205, в 1950 35 и 172 соответственно. В 1989 году отмечено 15 жителей. 

## Население
Постоянное население  составляло 6 человек (русские 100%) в 2002 году, 2 в 2010.